# Virgin Prunes
Virgin Prunes (веджин прунз) — ірландський готик-роковий гурт, заснований 1977 року. Розпався 1986 року після відходу Гавена Фрайді. Решта учасників продовжували грати під назвою The Prunes аж до остаточного розпаду 1990 року.

## Історія
Всі учасники були друзями дитинства Боно. З їх компанії утворилися два гурти: U2 й Virgin Prunes. Учасниками Virgin Prunes стали Гавен Фрайді, Дерек Ровен (Derek «Guggi» Rowen), Девід Вотсон (David «Dave-id Busaras» Watson; спів), Тревор Ровен (Trevor «Strongman» Rowen; бас-гітара), Ричард Еванс (Richard «Dik» Evans, брат Еджа з U2; гітара) та Ентоні Мерфі (Anthony «Pod» Murphy; ударна установка).
Виступи гурту становили собою не просто концерти, а химерне дійство, похмурий ексцентричний перформанс, що не завжди сприймався глядачами, через що гурту часто забороняли виступати.
Гурт уклав угоду зі студією Rough Trade Records. З її допомогою, але на власній студії Baby Records, наприкінці 1980 року вони записали перший сингл «Twenty Tens (I've Been Smoking All Night)». Після цього Ентоні Мерфі покинув гурт, і його замінив Денієл «Haa-Lacka Binttii» Фіґіс (Daniel Figgis). Ще три композиції (Moments and Mine (Despite Straight Lines)/In the Greylight/War) видали на 7"-платвці 1981 року.
Через конфлікти з іншими учасниками Фіґіс покинув гурт. Композиція «Red Nettle'» була включена до збірки C81 від студії NME, а «Third Secret» до збірки Perspectives And Distortion від Cherry Red. Проект «A New Form Of Beauty» гурт почав ще з Фіґісом, але, коли на ударній установці його замінив Мері Де'Нелон (Mary D'Nellon), деякі композиції були перезаписані, і Фіґіса в списку авторів не було.
Проект «A New Form of Beauty» складався з чотирьох частин, які було видано у різних форматах — 7"-сингл, 10"-сингл, 12"-сингл і касета.
У листопаді 1982 Virgin Prunes видали дебютний альбом ...If I Die, I Die (продюсером був Колін Ньюмен (Colin Newman) з Wire) та Heresie, французький бокс-сет. 1984 року Дерек Ровен та Дік Еванс покинули гурт. Ударник Мері Де'Нелон мусив узяти гітару, а Ентоні Мерфі повернувся як ударник. Virgin Prunes почали запис альбому Sons Find Devils, так і не виданого.
У липні 1986 гурт, який тепер складався з Гавена Фрайді, Тревора Ровена, Девіда Вотсон, Мері Де'Нелона і Ентоні Мерфі, на основі музики для Sons Find Devils таки видав альбом: The Moon Looked Down and Laughed. Цього ж року пішов фронтмен Гавен Фрайді, що знаменувало розпад гурту.
Після цього Де'Нелон, Ровен і Вотсон заснували гурт The Prunes, який протягом 1988-1990 років видав 3 альбоми (Lite Fantastik, 1988, з участю Діка Еванса; Nada, 1989; Blossoms & Blood, 1990).
2004 року дискографія The Virgin Prunes перевидана студією Mute Records. До неї ввійшли …If I Die, I Die, The Moon Looked Down and Laughed, Over the Rainbow, Heresie і пісні з проекту A New Form of Beauty.

## Дискографія

### Студійні альбоми
- A New Form of Beauty Parts 1 — 4 (double album; 1981, re-released 1993)
- …If I Die, I Die (1982, re-released 1991 and 1993)
- The Moon Looked Down and Laughed (1986, re-released 1993)
- The Hidden Lie (1987, re-released 1993)
- Heresie (1993)

### Живі альбоми
- The Hidden Lie (Live in Paris 06/06/1986) (1987)

### Збірки
- Over the Rainbow (A Compilation of Rarities 1981—1983) (1985)
- Artfuck: A Compilation of Rarities (1980—1983) (1993)
- An Exhibition (Promo) (2004)

### Extended plays
- Twenty Tens (1981)
- Love Lasts Forever (1986)
- Our Love Will Never Die (1994)
- An Extended Play (2004)

### Сингли
- Moments and Mine (Despite Straight Lines)/In the Greylight/War (1981)
- A New Form of Beauty 1 (1981)
- A New Form of Beauty 2 (1981)
- A New Form of Beauty 3 (1981)
- A New Form of Beauty 4 (1982)
- Pagan Lovesong (1982)
- Baby Turns Blue (1982)
- The Faculties of a Broken Heart (1982)
- Baby Turns Blue/Walls Of Jericho (1982)
- Love Lasts Forever (1986)
- Don't Look Back (1986)

### Відео
- Sons Find Devils (1985, re-released 1997)

### Бокс-сети
- Heresie (1982)

### Бутлеги
- Moments and Mine (1981)
- Reptiles (1983)
- Moonshiner (1986)